# جيمي نوبل
جيمي نوبل (بالإنجليزية: Jamie Noble) هو مصارع محترف أمريكي، ولد في 23 ديسمبر 1976 في Hanover, West Virginia ‏ في الولايات المتحدة.

## وصلات خارجية
- جيمي نوبل على موقع دبليو دبليو إي (الإنجليزية)
- جيمي نوبل على موقع WrestlingData.com (الإنجليزية)
- جيمي نوبل على موقع CageMatch worker (الإنجليزية)
- جيمي نوبل على موقع قاعدة بيانات المصارعة على الإنترنت (الإنجليزية)
- جيمي نوبل على موقع عالم المصارعة على الإنترنت (الإنجليزية)
- جيمي نوبل على موقع عالم المصارعة على الإنترنت (الإنجليزية)
- جيمي نوبل على موقع IMDb (الإنجليزية)
- جيمي نوبل على موقع قاعدة بيانات الفيلم (الإنجليزية)